# Michael Crabtree
Michael Alex Crabtree Jr. (Dallas, 14 settembre 1987) è un ex giocatore di football americano statunitense che ha militato nel ruolo di wide receiver nella National Football League (NFL). Fu scelto come decimo assoluto del Draft NFL 2009 dai San Francisco 49ers. Al college giocò a football alla Texas Tech University.

## Carriera universitaria
Crabtree al college giocò con i Texas Tech Red Raiders, squadra rappresentativa della Texas Tech University, dal 2006 al 2008, venendo premiato per due volte col Fred Biletnikoff Award e il Paul Warfield Trophy come miglior ricevitore dell'anno a livello universitario.

## Carriera professionistica

### San Francisco 49ers
Crabtree fu selezionato come 10ª scelta assoluta dai San Francisco 49ers nel Draft 2009, firmando solamente il 30 ottobre 2009 un contratto di 6 anni per 32 milioni di dollari, di cui 17 milioni garantiti.

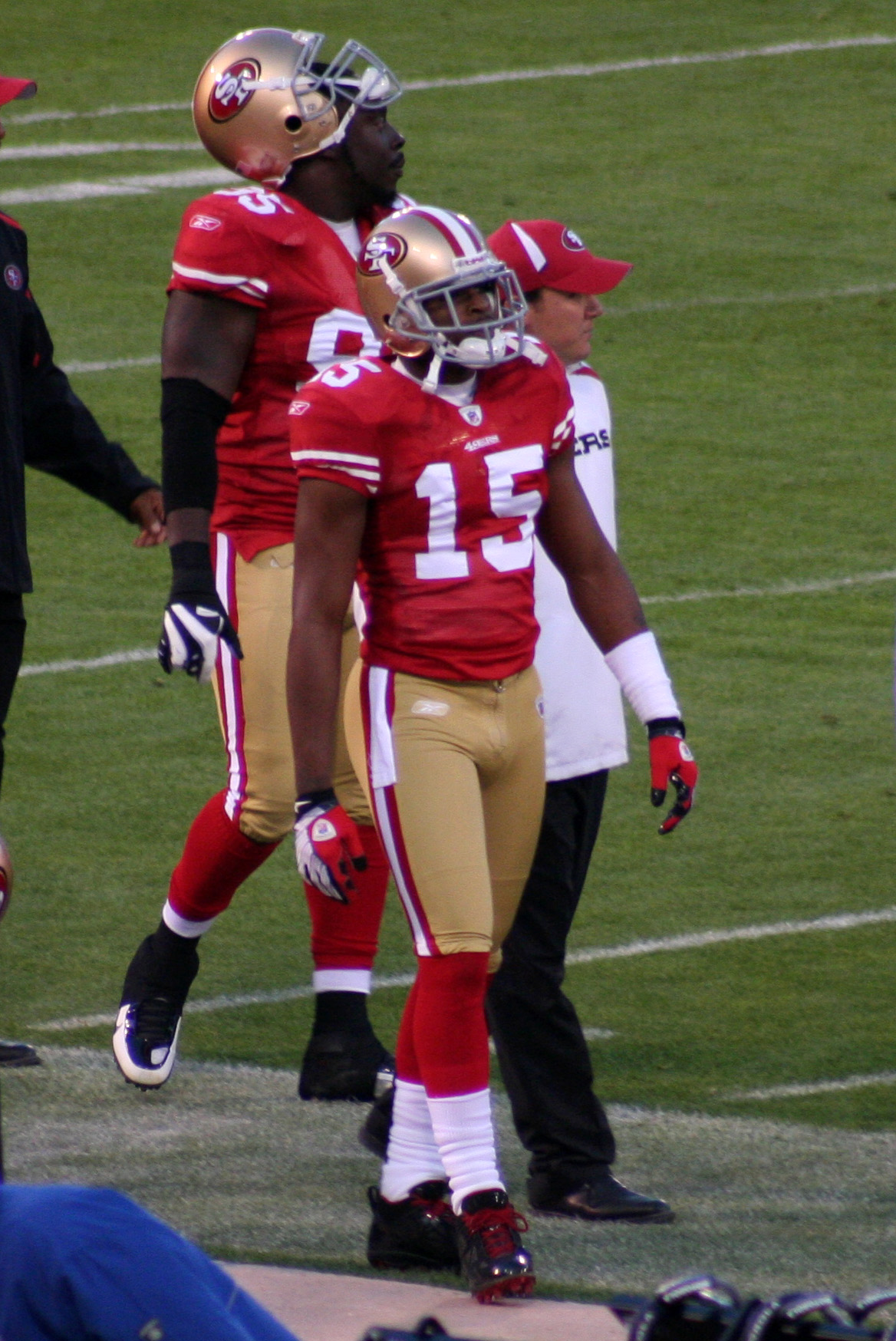
Crabtree nel 2009

Debuttò nella NFL il 25 ottobre 2009 contro gli Houston Texans indossando la maglia numero 15.

#### 2012
Quella del 2012 fu la miglior stagione in carriera di Crabtree con i 49ers: iniziò guidando la squadra con 76 yard ricevute nella vittoria in casa dei Green Bay Packers. Nella settimana 5 i 49ers salirono a un record di 4-1 in una partita contro i Buffalo Bills vinta per 45-3, con Michael che guidò la squadra con 113 yard ricevute e segnò un touchdown.
Nella vittoria del Monday Night della settimana 8 sui Cardinals, Crabtree guidò ancora i Niners con 72 yard ricevute e segnò due touchdown. Dopo la settimana di pausa, Niners e Rams pareggiarono la prima partita della NFL negli ultimi quattro anni. Il giocatore terminò con 70 yard ricevute e segnò un touchdown.
Nel Monday Night della settimana 11, i Niners ottennero un'importante vittoria contro i quotati Chicago Bears e Michael segnò un altro touchdown su passaggio del quarterback di riserva Colin Kaepernick. Due settimane dopo guadagnò 101 yard nella sconfitta a sorpresa contro i Rams.

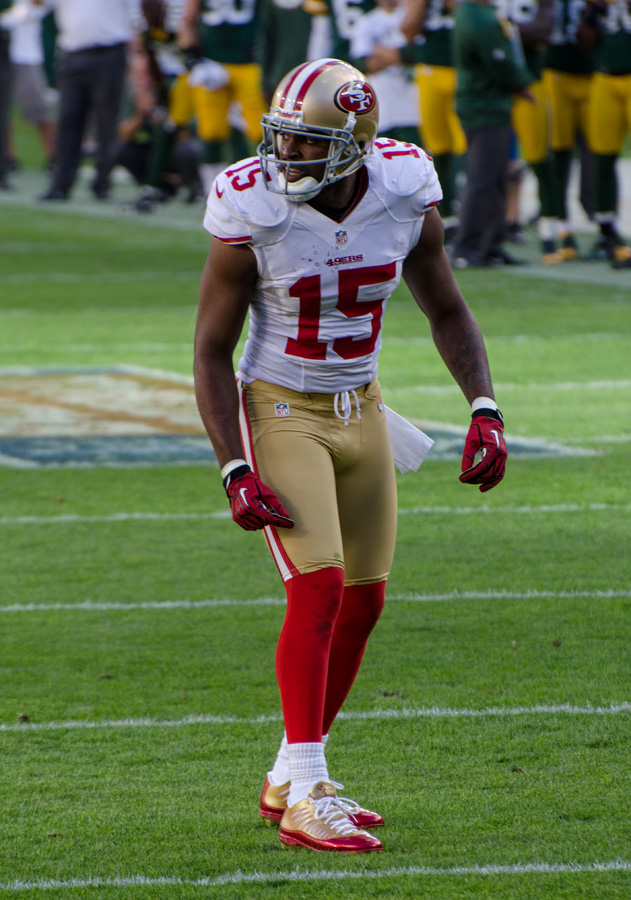
Crabtree nel 2012 contro i Packers.

I 49ers tornarono a vincere nella settimana seguente contro i Miami Dolphins con Crabtree che guidò la squadra con 93 yard ricevute. Il suo periodo di forma positivo continuò la domenica successiva ricevendo 107 yard e segnando 2 touchdown nell'importante vittoria sui New England Patriots.
Nell'ultimo turno di campionato, i 49ers batterono i Cardinals, assicurandosi il titolo della NFC West e la possibilità di saltare il primo turno di playoff grazie al secondo miglior record della NFC. Crabtree trascinò la squadra con 172 yard ricevute e 2 touchdown. La sua stagione regolare si chiuse con i nuovi primati in carriera per ricezioni (85), yard ricevute (1.105) e touchdown (9), disputando per la prima volta tutte le 16 gare come titolare.
Nel divisional round dei playoff contro i Green Bay Packers, Crabtree ricevette 119 yard e segnò due touchdown nella vittoria dei Niners che avanzarono fino alla finale della NFC per il secondo anno consecutivo. La settimana successiva, in trasferta contro i numero 1 del tabellone, gli Atlanta Falcons, ricevette 6 passaggi per 57 yard nella vittoria in rimonta dei Niners che si qualificarono per il loro primo Super Bowl dal 1994.
Nel Super Bowl XLVII, Crabtree ricevette 109 yard e segnò un touchdown ma i 49ers furono sconfitti 34-31 dai Baltimore Ravens.

#### 2013
Il 22 maggio 2013, durante un allenamento, Crabtree si ruppe il tendine d'Achille, costringendolo a uno stop di sei mesi. Tornò in campo nella settimana 13 contro i Rams ricevendo 2 passaggi per 68 yard nella vittoria casalinga. Due settimane dopo segnò il primo touchdown nella vittoria in casa dei Tampa Bay Buccaneers. Il 23 dicembre contro i Falcons, nell'ultima gara della storia della stagione regolare disputata a Candlestick Park, ricevette 102 yard sigillando la vittoria dei Niners e la loro qualificazione ai playoff.
Nel primo turno di playoff, i 49ers eliminarono i Packers al Lambeau Field grazie a un field goal negli ultimi secondi. Crabtree terminò quella partita guidando la sua squadra con 8 ricezioni per 125 yard. La loro stagione si chiuse sette giorni dopo contro i Seahawks, nella terza finale di conference consecutiva.

#### 2014
La stagione 2014 fu l'ultima di Crabtree con la maglia di San Francisco. Il primo touchdown lo segnò nel secondo ma i 49ers furono battuti dai Bears, rovinando il debutto nell'appena costruito Levi's Stadium. Anche nella settimana 3 andò a segno ma la sua squadra perse la seconda gara consecutiva con i Cardinals. Andò a segno altre due volte, nel sesto turno contro i Rams e nell'undicesimo contro i Giants, gare entrambe vinte. La squadra crollò però nel finale di stagione, perdendo quattro delle ultime cinque gare e terminando fuori dai playoff con un record di 8-8. Crabtree chiuse con 68 ricezioni per 698 yard (secondo della squadra dietro Anquan Boldin) e quattro marcature, disputando tutte le 16 gare come titolare.

### Oakland Raiders
Il 13 aprile 2015, Crabtree firmò con gli Oakland Raiders un contratto annuale di 3,2 milioni di dollari, più eventuali 1,8 milioni di incentivi. La sua prima stagione si chiuse guidando la squadra con 9 touchdown su ricezione e al secondo posto con 922 yard ricevute.
Nella stagione 2016, Crabtree superò le mille yard yard ricevute per la seconda volta in carriera, la prima dal 2012, segnando 8 touchdown, coi Raiders che si qualificarono per i playoff per la prima volta dalla stagione 2002.
Nel secondo turno della stagione 2017, Crabtree segnò tre touchdown nella vittoria interna sui New York Jets. Nella settimana 12 fu espulso per una rissa con Aqib Talib dei Broncos venendo squalificato per due partite dalla lega, sanzione poi ridotta a una gara.

### Baltimore Ravens
Il 16 marzo 2018, Crabtree firmò un contratto triennale del valore di 21 milioni di dollari con i Baltimore Ravens.

### Arizona Cardinals
Il 21 agosto 2019, Crabtree firmò un contratto di un anno con gli Arizona Cardinals. A fine stagione si ritirò.

## Palmarès

### Franchigia
- National Football Conference Championship: 1

San Francisco 49ers: 2012

### Individuale
- Fred Biletnikoff Award: 2

2006, 2007